# Регед

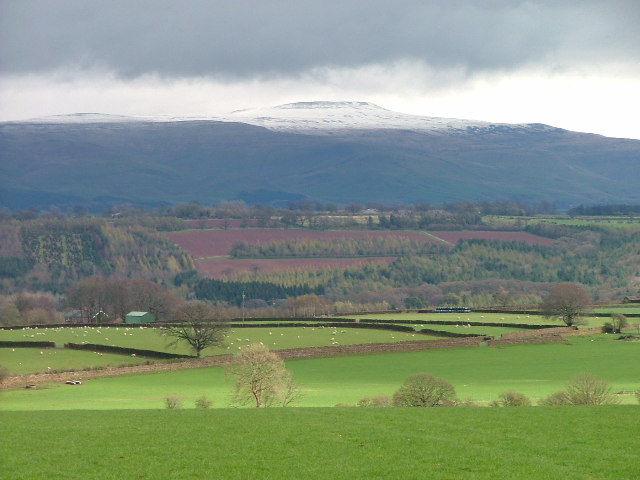
Долина Эден — важнейшая часть Регеда

Ре́гед (Rheged, [ˈr̥ɛɡɛd]) — бриттское государство эпохи Древнего Севера, выделившееся около 450 года из северных владений королевства Эбрук. Как и у многих британских государств этого времени, территория и границы его известны лишь приблизительно. Считается, что столицей королевства был город Карлайл. По мнению исследователей, территория Регеда включала прибрежные земли залива Солуэй-Ферт и залива Моркам. Однако, так как в политической зависимости от него находились несколько более мелких владений, то фактически его власть достигала на западе границ Галлоуэя, на севере — Стратклайда, на востоке — Гододдина и Ланкашира и, возможно, северо-западного Йоркшира на юге.
Первым королём Регеда стал Гургуст ап Кенеу, сын короля Эбрука Кенеу ап Койлхена. В 470 году из южных владений Регеда выделилось государство Элмет, в котором стал править Масгвид Глофф (460—495), сын Гургуста ап Конаха. После Гургуста королём Регеда стал его сын Мейрхион Гул, вслед за смертью которого королевство было разделено между его сыновьями на Северный Регед и Южный Регед.
Короли Регеда возводили свою родословную к легендарному королю Колю. Самым известным правителем Северного Регеда был Уриен, которому удалось перейти в контрнаступление против англов. Столицей при нем был Кайр-Лигуалид (Карлайл). Кроме того, у Уриена был замки в Ллуифениде, Каэр-Брогум (Бругхэме), и Пен-Риониде (возможно Странрар).
Его знаменитым сыном был король Оуэн ап Уриен, образ которого мифологизировался и он стал считаться рыцарем короля Артура Ивейном.
После того как Берниция объединилась с Дейрой в одно государство Нортумбрия, земли Регеда вошли в её состав к 730 году. Вероятно, началом союза правителей Регеда и Нортумбрии стал заключённый в 630-х годах брак принца (позже короля) Освиу и Реммельт, внучки Рина и правнучки короля Уриена.

## Поиски королевства
В начале 2017 года в результате раскопок холма в Геллоуейе (Шотландия) были найдены остатки крепости, которая, как считают специалисты, являлась частью королевства Регед.

## Правители Регеда
- ок. 450 — ок. 490 — Гургуст ап Кенеу
- ок. 490 — ок .535 — Мейрхион Гул

Северный Регед
- 535—570 — Кинварх ап Мейрхион
- 570—586 — Уриен
- 586—593/595 — Оуэн ап Уриен
- 593/595—616 — Элфин ап Оуэн
- 616—638 — Ройд ап Рин

Южный Регед
- 535—560 — Элидир
- 560—586 — Лливарх Старый
- 586—593 — Двиуг ап Лливарх
- 593—613 — Гвайд ап Двиуг
- 613—654 — Тегид ап Гвайд, его внук, Сандде ап Алкун, стал правителем Острова Мэн.